# Batalla de Cuito Cuanavale
La Batalla de Cuito Cuanavale fue un importante enfrentamiento militar sucedido entre diciembre de 1987 y marzo de 1988 durante el contexto de la guerra civil angoleña y la Guerra de la Frontera de Sudáfrica.
Entre el 9 de septiembre y el 7 de octubre de 1987, las Fuerzas Armadas Populares de Liberación de Angola (FAPLA), en un intento de someter finalmente el movimiento insurgente angoleño UNITA en el sureste de Angola, fue repelido de manera decisiva en una serie de combates en el río Lomba por la intervención de las SADF. Con las FAPLA en retirada hasta el punto de partida de su ofensiva, en Cuito Cuanavale, el SADF y la UNITA pasaron a la ofensiva y comenzó el asedio con bombardeos con artillería de largo alcance, el 14 de octubre. Una gran batalla se produjo y Angola, por temor a una derrota, pidió ayuda a Cuba. Con refuerzos cubanos, Cuito resistió y el avance de Sudáfrica terminó después de seis intentos fallidos para superar las defensas de las FAPLA y Cuba entre el 13 de enero y 23 de marzo de 1988. El SADF se retiró, pero siguió bombardeando Cuito desde mayor distancia.
Los angoleños y cubanos iniciaron las negociaciones de paz el 9 de marzo de 1988 bajo el amparo de los Estados Unidos. El 3 de mayo los sudafricanos se unieron también a la mesa negociadora, donde los sudafricanos acordaron retirarse de Angola el 1 de septiembre de 1988 y con la aplicación de la Resolución 435 de África del Sudoeste el 1 de noviembre, se llegó a la independencia de Namibia, y luego al fin del régimen del apartheid en el sur de África. Los cubanos iniciaron la retirada de Angola que se prolongó hasta julio de 1991. Un acuerdo de paz mediado por Chester Crocker, se firmó finalmente el 22 de diciembre de 1988 en Nueva York.

## Antecedentes
Durante 13 años hasta 1974, tres grupos armados lucharon por la independencia de Angola contra Portugal: el izquierdista MPLA (con su brazo armado FAPLA), dirigido por Agostinho Neto, el conservador FNLA, liderado por Holden Roberto y apoyado por Mobutu Sese Seko de Zaire y la UNITA, dirigida por Jonas Savimbi (un antiguo maoísta que se separó del FNLA, después patrocinado por la CIA y Sudáfrica).
Después de la Revolución de los Claveles de abril de 1974 en Portugal, el nuevo gobierno revolucionario de Portugal decide dejar las posesiones africanas de ultramar, como Angola. El Tratado de Alvor compuesto por una serie de acuerdos entre las tres facciones rebeldes y Portugal iban a allanar el camino a la independencia. Bajo sus términos, un gobierno de transición se formó, las elecciones se programaron para el final del año, y 11 de noviembre de 1975, fue programado como día de la independencia de Angola.
La lucha entre las tres facciones rebeldes se inició poco después de que el gobierno de transición asumió el cargo el 31 de enero de 1975, con cada movimiento buscando hacerse con el control de sus áreas tradicionales de influencia a mediados de ese año: El MPLA en la capital y centro de Angola, el FNLA en el norte y UNITA en el sur.

### Sudáfrica y Namibia
Desde la terminación del mandato de la ONU en 1966, Sudáfrica estaba ocupando ilegalmente África del Sudoeste (actual Namibia), un territorio contiguo a Angola en el sur, donde también se impone el apartheid. Ese año vio el comienzo de la resistencia armada por el SWAPO. Después de la independencia de Angola en 1975, la SWAPO obtuvo el apoyo del gobierno de Angola y operó en contra de las fuerzas sudafricanas desde las bases en el sur de Angola. Por lo tanto, en la guerra civil de Angola, la UNITA se había convertido en un aliado valioso para Sudáfrica en su lucha contra la SWAPO. Las SADF empezaron entonces a lanzar ataques a las bases de la SWAPO en territorio angoleño.
El 9 de agosto de 1975 las SADF aseguraron el complejo hidroeléctrico Ruacana en la frontera con Namibia después de los ingenieros fueron advertidos de moverse libremente porque la fuerza rebelde UNITA era indisciplinada y podía atacarles; el 14 de octubre Sudáfrica lanzó la Operación Savannah en apoyo de UNITA y el FNLA avanzando hacia Luanda y llegando a estar a 200 kilómetros de la ciudad. El FNLA, apoyado por unidades del Zaire, sudafricanos y los mercenarios portugueses, continuó avanzando hacia Luanda desde el este y llegó hasta Kifangondo. El 7 de noviembre Cuba inició la Operación Carlota, interviniendo a favor del MPLA con un máximo de 30 000 soldados. Esto permitió al MPLA mantener Luanda y el 11 de noviembre Agostinho Neto proclamó la independencia de Angola.

### Guerra civil y Guerra Fría
La guerra civil de Angola se produce en el contexto de la Guerra Fría entre la Unión Soviética y los Estados Unidos. Ambas superpotencias trataron de influir en el resultado de la guerra civil a través de su apoyo a uno u otro bando.
Los movimientos de liberación africanos, a los que también se opuso el régimen del apartheid en Sudáfrica, encuentran principalmente el apoyo en los países socialistas. Angola y la SWAPO son apoyados básicamente por Cuba y la Unión Soviética y algunos países del bloque del Este europeo, mientras que el Occidente, sobre todo los Estados Unidos, apoyó a Sudáfrica, aunque de manera clandestina, y su aliado en el sur, la UNITA (en el norte, la FLNA había quedado desarticulada).
Después de que los cubanos habían ayudado a ganar el poder al MPLA en 1975 se consideró necesario permanecer en el país hasta que se hubiera estabilizado y afirmado su dominio sobre el país. La Unión Soviética y otros países del Bloque Oriental suministraron a las FAPLA armamento, asesores y personal técnico especializado. La UNITA logró repuntar y, con el apoyo sudafricano y de EE. UU., se convirtió en una amenaza para el gobierno de Angola. La UNITA recibió también el apoyo de los aliados de EE. UU., sobre todo en forma de misiles Stinger que ayudaron a repeler la superioridad aérea de las fuerzas de las FAPLA. Mientras que los EE. UU. ayudó con dinero y armas, Sudáfrica envió alrededor de 5000 soldados en ayuda. Los intereses del Sudáfrica radicaban en impedir que el gobierno angoleño se hiciera con el control del sudeste de Angola y tener al territorio controlado por la UNITA como zona de amortiguamiento. Angola limita al sur con África Sudoccidental. Si la UNITA y Sudáfrica se hicieran con el control del sur de Angola, sería difícil para la SWAPO luchar por la independencia de Namibia desde sus bases en Angola.
El interés estratégico del gobierno de Sudáfrica fue, para mantener el control de la UNITA en las regiones limítrofes de Namibia, con el fin de evitar que los guerrilleros de la SWAPO recibiesen ayuda de Angola y no obtuviesen un trampolín en el sur angoleño desde donde lanzar ataques en África del Sudoeste. La estrategia de seguridad fue moldeada por la doctrina de ataques preventivos y la guerra contra-revolucionaria. Después que Sudáfrica había sido incapaz de evitar que el MPLA, que consideraba como un títere de la URSS, tomara el poder en Angola en 1975, consideró su gobierno como una amenaza a su seguridad. Esta opinión fue confirmada con el despliegue de tropas cubanas en Angola. Por lo tanto el objetivo del régimen del apartheid era derrocar y reemplazar el MPLA en Luanda por un gobierno aliado y anticomunista. Se apoyó activamente la secesión de facto del sur de Angola y, en 1979, decidió instalar a la UNITA como gobierno de facto de esa región. Después de la operación Protea de Sudáfrica en agosto de 1981, en la que ocupó 50.000 km² de la provincia de Cunene, la UNITA tomó el control administrativo de la mayoría de ésta en enero de 1982.

## OperaciónSaludando Octubre("Operação Saludando Octubre ")
Debido a la insurgencia de la UNITA, el gobierno central nunca logró hacerse con el control de todo el país, la UNITA mantuvo más o menos a gran parte del sudeste angoleño bajo su control. Cada vez que se vio amenazada, Sudáfrica intervino en su nombre. La propia Sudáfrica mantiene constantemente toda la frontera sur de Angola y, a veces, hasta 50 000 km² de la provincia de Cunene ocupados y en varias ocasiones llevó a cabo incursiones en el interior del país.
En 1987, como parte de las repetidas campañas del gobierno de Angola contra la UNITA y para hacerse del control del sudeste del país, el ejército angoleño lanzó la operación Saludando Octubre para derrotar a las fuerzas de la UNITA en sus ciudades fortalezas de Mavinga, una antigua base militar portuguesa, y Jamba en el sureste del país, justo por encima de la franja de Caprivi. Al igual que en las anteriores, la planificación y el liderazgo pasó a manos de los soviéticos y los rangos más altos en las unidades fueron tomadas por oficiales soviéticos. El General Kurochkin Konstantín tomó el mando de las fuerzas angoleñas en esta campaña. El mando soviético no incluye a las fuerzas cubanas en Angola e inicialmente estos no se involucraron activamente en el combate, solo ejerciendo labores de apoyo. Las FAPLA usaron 150 T-55 y T-62 y helicópteros Mi-24. Los soviéticos rechazaron el consejo de los cubanos, como en las campañas previas, que les advirtieron que la operación crearía una nueva oportunidad para una intervención sudafricana. Se decidió iniciar el ataque desde Cuito Cuanavale.
En esas fechas en Angola el MPLA tenía 70.000 soldados enrolados en sus fuerzas armadas, la SWAPO 9000 guerrilleros y Cuba tenía un personal de 40.000 hombres, los rebeldes de la UNITA tenía por su parte un ejército de 30.000 a 35.000 hombres con el apoyo de 9000 sudafricanos. Para la ofensiva se movilizaron 20.000 soldados angoleños con el apoyo posterior de 5000 asesores y soldados cubanos contra las defensas enemigas formadas por 10 000 rebeldes y 7000 sudafricanos.
Gracias a informes de una gran acumulación de fuerzas enemigas las SADF advirtieron del ataque a la UNITA. La campaña fue exitosa para el MPLA, que consiguió conquistar parte importante del sudeste del país. El gobierno sudafricano se dio cuenta de que la UNITA no sería capaz de retener el ataque. El 15 de junio se decidió a intervenir y autorizó un apoyo encubierto. El 4 de agosto de 1987 las SADF lanzaron la operación Moduler que iba a detener el avance de Angola en Mavinga. El 61.º Batallón Mecanizado de las SADF cruzó a Angola desde su base en la ciudad fronteriza de Rundu.
Es necesario aclarar que hasta la intervención del ejército surafricano, la campaña había sido exitosa para el MPLA. No obstante, las fuerzas de las FAPLA nunca llegaron a entrar en Mavinga y mucho menos en Jamba.

## El Combate del río Lomba
En agosto las FAPLA avanzaban al sudeste desde Cuito Cuanavale las brigadas de infantería ligera 21 y 25, la blindada 47 y la mecanizada 59 con apoyo aéreo de MIG-23 de la base aérea de Menongue. Frente a estas fuerzas la UNITA tenía los batallones 3.º y 5.º regulares, 13.º semi-regular y 275.º de Fuerzas Especiales. El 28 de agosto el MPLA llegó a la ribera norte del río Lomba cerca Mavinga, donde eran esperado por las SADF.
Se produjeron una serie de encuentros entre el 9 de septiembre y el 7 de octubre las SADF y la UNITA impidieron que las FAPLA, que sufrió grandes pérdidas, cruzaran el río. Los rusos retiraron a sus asesores por lo que las FAPLA carecieron de un mando militar competente. El 3 de octubre un batallón de las FAPLA fue atacado y aniquilado en la orilla sur del río Lomba cerca Mavinga y dos días después, comenzó la retirada hacia Cuito Cuanavale, donde (con la ayuda de los instructores cubanos)comenzaron a establecer una defensa desesperada. Si Cuito Cuanavale se perdía, el siguiente puesto de avanzada más cercano comparable sería Menongue, 300 km de Mavinga y 500 kilómetros de la sede de la UNITA en Jamba. En su persecución de las unidades de las FAPLA las SADF y la UNITA asedian la ciudad de Cuito Cuanavale desde el 14 de octubre mediante bombardeo de artillería de 155 mm desde una distancia de 30 a 40 km.

## Cuito Cuanavale
En noviembre, las SADF habían acorralado los restos de tres brigadas angoleñas en el este del río Cuito y a través de la ciudad misma a punto de destruirlo. Las muy desmoralizadas brigadas 59 de infantería motorizada y las 21 y 25 de infantería ligera en posiciones cerca de Tumpo y al este del río Cuito, estaban efectivamente aisladas debido al control de la artillería de las SADF del puente y la pista de aterrizaje y al control de la UNITA de la carretera hacia Menongue, que había minado y estaban preparados para una emboscada. Sin apoyo ni cobertura las unidades de las FAPLA enfrentaban la aniquilación. El 15 de noviembre el gobierno angoleño solicitó ayuda militar urgente a Cuba, que decide intervenir para evitar un desastre total para el MPLA. Desde el punto de vista de Fidel Castro, una victoria de Sudáfrica habría significado no solo la captura de Cuito y la destrucción de las mejores formaciones militares de Angola, pero, muy probablemente, al final de la existencia de Angola como un país independiente. Por lo tanto Castro ordenó la "Maniobra XXXI Aniversario de las FAR", el envío de 15.000 soldados de élite, consiguiendo el apoyo ruso. Los primeros refuerzos llegaron a Cuito en helicópteros el 5 de diciembre, con cerca de 160 a 200 técnicos, asesores, funcionarios y fuerzas especiales.
El General Arnaldo Ochoa, veterano de las batallas de tanques en Etiopía y comandante cubano en Angola quedó al mando de todas las fuerzas militares (cubanas y angolanas). Durante toda la batalla, Castro y Ochoa tuvieron desacuerdos, ya que el primero deseaba intervenir en los planes de defensa lo que pudo costar la vida a muchos soldados cubanos. Tras esta guerra, el general Ochoa fue destituido de su cargo y enjuiciado por cargos de alta traición y narcotráfico, se declaró a sí mismo culpable y fue fusilado el 13 de julio de 1989, aunque algunos consideran que su relación con Castro durante la guerra pudo tener algo que ver en su final.
Nota a lo anterior: No hay evidencia cubana constatable sobre la afirmación anterior. En realidad, todas las fuentes citadas por Piero Gleijeses coinciden sobre el extraordinario conocimiento de Fidel Castro de la situación operativa y las críticas a Ochoa por su lentitud y terquedad en tomar decisiones. En el juicio por la Causa 1, que se le siguió al Gral. Ochoa y otro grupo de oficiales cubanos por los delitos de traición a la patria y narcotráfico, se hace constar cómo Ochoa ignoró la situación en Cuito Cuanavale inicialmente y luego adoptó posturas pesimistas.
El general Leopoldo Cintra Frías era subordinado del General Ochoa y Jefe del Frente Sur. Luego de ser destituido el general Ochoa, quedó al frente de la Misión Militar de Cuba en Angola. La prioridad principal de los cubanos era asegurar Cuito, pero también se decidió iniciar un segundo frente en el oeste de esta, en Lubango que desde hacía ocho años estaba en poder de las SADF.
El 25 de noviembre el Consejo de Seguridad de la ONU exigió la retirada incondicional de las SADF de Angola a partir del 10 de diciembre de 1987, so pena de sufrir sanciones. Hasta diciembre la situación de los angoleños asediados era crítica, los observadores internacionales esperaban que las SADF la tomaran pronto y la UNITA declaró anticipadamente su captura.
El 21 de diciembre las SADF planean lanzar un ataque final contra las unidades de las FAPLA acantonadas en el este del río Cuito. El 9 de enero las SADF destruyeron un importante puente sobre el río usando una bomba inteligente. Los cubanos construyeron una pasarela de madera en su lugar que bautizaron Patria o Muerte además se enterraron parcialmente los carros de combate para usarlos como artillería fija oculta.
Las SADF trajeron refuerzos y entre el 13 de enero al 23 de marzo, se lanzaron seis ataques contra los angoleños y cubanos en el este del río sin ningún resultado importante. Una gran columna de tropas angoleñas y cubanas marchaba desde Menongue para dar alivio a sus compañeros en Cuito Cuanavale pero su avance se hizo lento por las lluvias y la necesidad de limpiar el camino de minas y posibles emboscadas por lo que no llegó a tiempo para participar en la batalla.
Aunque el primer ataque del 13 de enero fue exitoso, llevando a casi destruir una brigada de las FAPLA, por la geografía las SADF tuvieron que volver a sus bases de partida. El 14 de febrero, con un segundo ataque tomaron las altas posiciones de Chambinga pero cerca del desastre los angoleños se retiraron desde el Cuito al Tumpo que resultó ser una excelente línea defensiva. El 19 de febrero el tercer asalto resultó en un desastre para las SADF; al norte del río Dala fueron repelidas por un batallón de las FAPLA. Incapaces de llegar a la vanguardia enemiga las SADF se retiraron. En los días siguientes los bombardeos aéreos cubanos se intensificaron contra los sudafricanos. El 25 de febrero los angoleños y cubanos rechazaron un cuarto asalto y las SADF tuvieron que retirarse al este del río Tumpo. El fracaso de este ataque fue un punto de inflexión en la batalla, elevó la moral de los angoleños y el avance sudafricano terminó en un punto muerto. Un quinto ataque fue repelido el 29 de febrero; el coronel Jan Breytenbach de las SADF escribió del asalto sudafricano que "fue llevado a una paralización total y definitiva" por las fuerzas combinadas cubanas y angoleñas.
En esos momentos los efectivos cubanos en Angola aumentaron a 55 000 hombres, 40 000 en el sur del país. Debido al embargo Internacional de armas desde 1977 los viejos aparatos de la fuerza aérea de Sudáfrica fueron superados por los sofisticados equipos aéreos y defensas antiaéreas suministradas a sus enemigos por la URSS, perdiendo así su anterior dominio en el aire lo que fue decisivo en el desarrollo de las últimas etapas de la guerra. La pista de aterrizaje de Cuito Cuanavale fue constantemente reparada ante los reiterados ataques de la artillería y fuerza aérea sudafricanas.
Tras el fracaso del ataque del 23 de marzo el gobierno de Pretoria ordenó la retirada del grueso de las fuerzas, dejando 1,500 hombres del Grupo de Combate N°20 a fin de minar el territorio e impedir o retardar un posible contrataque de sus enemigos. Durante meses la pista de aterrizaje de la ciudad fue bombardeada por la artillería sudafricana desde 30 a 40 km de distancia. Mientras los cubanos avanzaron al sur en dirección a Namibia, según Castro para aislar a las tropas de las SADF ya que gran parte de la artillería enemiga G-5 permaneció en sus posiciones por la dificultad de moverlas en la estación lluviosa. Sin embargo, por no cualquier motivo, quizás por no afectar las negociaciones de paz, no se atacaron las posiciones sudafricanas, limitándose a rodearlas.
Tras la batalla, el coste de la guerra había aumentado drásticamente para Sudáfrica y colocó a Cuba en una posición más ofensiva, lo que facilitaba la posibilidad de poder retirar sus tropas de Angola con sus oponentes estando a la defensiva.

## Consecuencias
A raíz de Cuito Cuanavale, en vísperas de la primera ronda de conversaciones de paz tras dos años, Castro ordenó a las FAPLA y las tropas cubanas y de la SWAPO del General Ochoa Sánchez abrir un segundo flanco del Frente Sur (el General Cintras Frías sería el jefe de todo el frente sur (Flanco Sur Oriental y Flanco Sur Occidental, "La Guerra Innecesaria” Copyright © 2016 by Mario Riva Morales
ISBN  978-1535570794 ) hacia el oeste a Calueque (Lubango) con una fuerza de 40.000 soldados cubanos y un número mayor de las fuerzas de Angola y namibias, con el apoyo de los MIG-23 caza-bombarderos. La primera resistencia sudafricana se encontró cerca de Calueque el 15 de marzo dándose tres meses de sangrientos enfrentamientos con un lento avance cubano a Namibia.
Los angoleños y cubanos iniciaron las negociaciones de paz el 9 de marzo de 1988 bajo el amparo de EE. UU.. El 3 de mayo los sudafricanos se unieron también a la mesa negociadora.
El 26 de mayo las SADF reconocieron que los cubanos habían avanzado hasta 60 km de Namibia, las tropas sudafricanas aún en Cuito Cuanavale distrajeron el avance enemigo con maniobras de engaño. Dándose escaramuzas entre estas tropas y sus enemigos sobre todo en la operación Hilti/Excite. En respuesta a esto el Batallón 32 insertó un equipo de inteligencia bajo el mando del capitán Herman Mulder, quien estableció un cuartel general táctico en Ruacana, que dio apoyo a dos equipos haciendo el reconocimiento al sur, el primero en Techipa a lo largo de las montañas Devangulu, con el sistema operativo en el segundo equipo en el área de la Rotonda Handa.
Una vez recopilada la inteligencia necesaria por la operación Hilti/Excite se inició el 13 de junio con el despliegue de una compañía del 61 Batallón Mecanizado en Dongue, a 25 km al suroeste de Xangongo. Un ataque fue lanzado también contra Ongiva por el Batallón 32. Piezas de artillería G-2 y G-5 fueron proporcionadas al 61 Batallón Mecanizado y se enfrentaron a los cubanos 50.ª División con sede en Ongiva. Una fuerte escaramuza tuvo lugar en Cuamato y Batallón 201 perdió algunos vehículos pero se mantuvo la ciudad (24 de junio de 1988). Se inició la retirada de Techipa el 26 de junio. Un tiroteo sucedió cuando un pelotón del Batallón 32 estaba involucrado en una acción que tuvo lugar a una distancia de 20 km de la ciudad. El 27 de junio Batallón Mecanizado 61 atacó a un escuadrón de tanques cubanos antes de que cruzaran el río Cunene para entrar en Namibia. El MiG-23 perdieron la ventaja táctica por alguna razón desconocida y la presa de Calueque fue bombardeada. 
Nota: En ningún momento los MIG-23 cubanos perdieron la ventaja táctica. El bombardeo a la reguladora de agua de Calueque se encontraba dentro de los planes del alto mando militar cubano, como respuesta a una resistencia activa por parte de las SADF.
Dos MiG-23 fueron dañados por fuego desde tierra. El 8 de junio de 1988, con la esperanza de enviar un fuerte mensaje a los cubanos que iban a responder a cualquier intromisión en África Sudoccidental, el gobierno sudafricano llamó a 140.000 hombres de las reservas (Fuerza Ciudadana). Esto fue conocido como la Operación Zorro del Desierto (Operation Desert Fox), y consistió en la movilización de la 81.ª Brigada Acorazada, que se coloca el 30 de julio de 1988 al sur de Ruacana, a cargo de la responsabilidad de neutralizar la agresiva 50.ª Brigada de Cuba si fuera necesario. La firma de un tratado de paz formal en Ruacana el 22 de agosto de 1988 significó que la operación Zorro del Desierto podría ser abortada.
A finales de mayo, Cuba tenía dos divisiones (diez Brigadas) en el suroeste de Angola. En junio, se construyeron dos bases aéreas en Cahama y Xangongo con las que la fuerza aérea cubana podía operar en Namibia. Todo el sur de Angola estaba cubierto por una red de radares y misiles SA-8 de defensa aérea capaces de poner fin a la superioridad aérea de Sudáfrica.
En junio de 1988, los cubanos estaban dispuestos a avanzar a Calueque a partir de Xangongo y Tchipa. Lanzando graves ataques contra Sudáfrica, estaban dispuestos a destruir los depósitos de Ruacana y atacar las bases de Sudáfrica en Namibia. La ofensiva comenzó a partir de Xangongo el 24 de junio con enfrentamientos en la ruta a Cuamato. Una fuerza de detección del SADF se encontró con el avance cubano en un tiroteo resultando en la retirada de la fuerza del SADF y la decisión de las FAPLA y los cubanos de regresar a su base. El 26 de junio las SADF realizaron un ejercicio, para poner a prueba las fuerzas cubanas en la zona. Las SADF enviaron señuelos para provocar a los cubanos para que revelaran sus posiciones en Tchipa para usar su artillería de largo alcance con eficacia para la destrucción de la capacidad cubana de utilizar su propia artillería. Una serie de enfrentamientos se produjeron con tanques sudafricanos, tras un éxito inicial retrocedieron por temor a ser abrumados por los refuerzos enemigos.
Los MIG cubanos lanzaron ataques en las posiciones rivales cerca de la represa de Calueque, 11 km al norte de la frontera con Namibia, provocando serios daños. La fuerza principal de los cubanos, aún en el camino, nunca vio la acción y volvió a Tchipa. Con la retirada de las SADF de Namibia el 27 de junio se dio el cese de las hostilidades.
Los sudafricanos asombrados por la magnitud y la velocidad del avance cubano, considerando que una gran batalla se venía encima y que los riesgos eran demasiado altos se retiraron. Por su parte, los cubanos quedaron impresionados por las numerosas bajas que habían sufrido y pusieron sus tropas en alerta esperando una fuerte respuesta de Sudáfrica. Cinco días más tarde Pretoria ordenó al Grupo de Combate 20, que seguía operando al este de Cuito Cuanavale la retirada para evitar más bajas; luego una división de las SADF se desplegó para la defensa de la frontera norte de Namibia.
En la mesa de negociación los sudafricanos acordaron retirarse de Angola el 1 de septiembre de 1988 y con la aplicación de la Resolución 435 de África del Sudoeste el 1 de noviembre, lo que llevó a la independencia de Namibia. Este acuerdo se basa en que el coste de la guerra había aumentado drásticamente para Sudáfrica y que Cuba estaba en una posición más ofensiva; por otra parte, la inteligencia indicaba que la Unión Soviética ya no podía sostener las fuerzas de sus aliados en el Tercer Mundo, y que Cuba estaba empezando a buscar terminar con la guerra producto de las altas bajas. Los cubanos a cambio iniciaron la retirada de Angola que se prolongó hasta julio de 1991. Un acuerdo de paz mediado por Chester Crocker, se firmó finalmente el 22 de diciembre de 1988 en Nueva York.
Nelson Mandela considera el éxito de las FAPLA y Cuba en Cuito y Lubango un punto de inflexión en la guerra civil de Angola, así como en la lucha por la independencia de Namibia. La batalla de Cuito, furiosa por 6 meses, fue la mayor batalla en África desde la Segunda Guerra Mundial. Las bajas fueron elevadas, especialmente en el lado de Angola; en el curso de esta alrededor de 20 000 soldados perdieron la vida.
Nota: Nelson Mandela se encontraba preso en África del Sur cuando se produjeron los acontecimientos en Cuito Cuanavale y en la dirección Lubango-Ruacaná. Cualquier argumento suyo es solamente por referencias a terceros y no debe tener validez militar, sino política. Este trabajo se refiere a la "Defensa Militar de Cuito Cuanavale". El número de 20 mil muertos es una exageración. Esto solamente podía suceder, de ser aniquiladas las cinco brigadas FAPLA. No es el caso. Las cinco brigadas FAPLA la componían aproximadamente 20 mil efectivos. Suponiendo que la 21 Brigada hubiese sido aniquilada totalmente, la cifra sería de aproximadamente 4 mil muertos. Tampoco es el caso. Un cálculo serio nos daría la cifra aproximada de 5 mil bajas entre muertos y heridos.
Las reclamaciones de la victoria en esta batalla en río Lomba se han hecho desde todos los lados, dependiendo del punto de vista militar, político o moral. En lo militar fue una victoria de Sudáfrica y la UNITA, que rechazaron la ofensiva de Angola en el río Lomba y pasaron a la contraofensiva en Cuito Cuanavale, la que también terminó en pérdidas humanas y materiales.
Nota: La victoria UNITA-SADF se circunscribe a la batalla del río Lomba. La victoria de las FAPLA-FA cubanas es inherente a la Defensa de Cuito Cuanavale, imposibilitando el aniquilamiento de las brigadas FAPLA y la toma de la ciudad.
Probablemente, los impactos más significativos de la "batalla de Cuito Cuanavale" fueron, en términos políticos las negociaciones de paz que iniciaron el fin del régimen del apartheid en el sur de África, y en términos militares (de la Guerra Fría), la captura de un completo sistema de misiles antiaéreos SA-8, el 3 de octubre de 1987 por elementos del Batallón 32. Esta fue la primera vez que este sistema cayó en las manos de las fuerzas opuestas al Pacto de Varsovia, efectivamente esto iba a inclinar el equilibrio estratégico de poder entre la OTAN y el Pacto, una vez más. La captura de este sistema tuvo un giro interesante en el que las SADF se negaron a entregar a los EE. UU., dolido por el hecho de que los EE. UU. se habían negado a dar el apoyo de misiles Stinger cuando eran necesarios. Este sistema fue entregado tanto a las Fuerzas de Defensa de Israel, que a su vez lo entregó a los EE. UU. en el momento de la operación Tormenta del Desierto. Algunos comentaristas ven esta pérdida estratégica como punto de inflexión en la Guerra Fría en África, similar a lo ocurrido cuando se introdujeron los sistemas de Stinger en Afganistán, cambiando la marea de la guerra.
El historiador Piero Gleijeses, Profesor de la Universidad Johns Hopkins de Washington, escribe al respecto: « A pesar de todos los esfuerzos de Washington [aliado al régimen del apartheid] para impedirlo, Cuba cambió el curso de la historia de África Austral […].La proeza de los cubanos en el campo de batalla y su virtuosismo en la mesa de negociaciones fueron decisivas para obligar a Sudáfrica a aceptar la independencia de Namibia. Su exitosa defensa de Cuito fue el preludio de una campaña que obligó a la SADF a salir de Angola. Esta victoria repercutió más allá de Namibia ».